# Hrartin
Hrartin, Fravardin ou Hrartin Datan est un marzban d'Arménie de 590 à 592.

## Biographie
Sébéos raconte dans son Histoire d'Héraclius qu'après Frahât « vint le marzpan Hrartin Datan. Depuis lors, les Perses ne peuvent plus tenir tête aux armées des Grecs. De son temps, Ormizd est tué et son fils Xosrov monte sur le trône. Il reste deux ans et s’en retourne ». Cette période est cependant interrompue par la révolte de Moušeł II Mamikonian en 591, lequel devient officiellement marzpan pendant quelques mois, avant de s'enfuir en territoire byzantin.